# Munna boeckii
Munna boeckii is een pissebed uit de familie Munnidae. De wetenschappelijke naam van de soort is voor het eerst geldig gepubliceerd in 1839 door Krøyer.